# Cláudia Ohana
Maria Cláudia Silva Carneiro, mais conhecida como Cláudia Ohana (Rio de Janeiro, 6 de fevereiro de 1963), é uma atriz e cantora brasileira. Com uma vasta carreira artística, Ohana já transitou não somente entre a televisão, o cinema e o teatro, mas também no ramo musical. 
Sua estreia nos cinemas foi com o filme Amor e Traição, de 1979, destacando-se posteriormente em outras produções; ao lado do cineasta Ruy Guerra, com quem fora casada, atuou em Erêndira (1983), Ópera do Malandro (1986) e Kuarup (1989), além de Luzia Homem (1987), este último dirigido por Fábio Barreto. Na televisão, ficou conhecida pelo grande público após interpretar a protagonista-título na primeira fase de Tieta (1989). No entanto, em 1991, Ohana interpretou um de seus papéis mais lembrados pelo público até os dias de hoje, o da roqueira vampiresca Natasha Rebelo em Vamp. Em 1995, viveu outra personagem emblemática, sua primeira vilã, Isabela Ferreto, na polêmica telenovela A Próxima Vítima, pela qual ganhou o Prêmio Contigo de melhor vilã do ano.

## Biografia
É filha da montadora de cinema Nazareth Ohana Silva, falecida em 1978, e do pintor Arthur José Carneiro. Tem uma irmã mais velha chamada Cristina e é meia-irmã do escritor e autor de telenovelas João Emanuel Carneiro, com quem já trabalhou em A Favorita.
Iniciou a carreira no cinema em 1979, em Amor e Traição. Depois faria outros filmes conhecidos, como Menino do Rio (1982), Erendira (1983), Ópera do Malandro (1985), Luzia Homem (1987), Kuarup (1989) e Erotique (1994).
Na televisão, sua primeira aparição foi na novela Dancin' Days, em 1978, como figurante, seguida pelo seriado Obrigado, Doutor (1981). Depois ela atuaria nas novelas Amor com Amor Se Paga (1984) e Tieta (1989), em que fez uma curta participação como a jovem Tieta. Atuou também nas novelas Rainha da Sucata (1990), Fera Ferida (1993/1994), A Próxima Vítima (1995), Zazá (1997) e As Filhas da Mãe (2001). Porém, a novela mais marcante de sua carreira foi Vamp (1991), em que ela vivia a vampira roqueira Natasha, sua personagem de mais sucesso. Para a trilha sonora dessa novela, ela mesma cantou Sympathy for the Devil, dos Rolling Stones. Ela afirmou que, na época de Vamp, mal podia sair de casa, devido ao assédio dos fãs, e que começou a gostar de trabalhar na televisão graças a essa novela.
Em 2003, trabalhou na telenovela Canavial de Paixões, em que interpretou a bondosa Débora, no SBT, o único trabalho fora da Rede Globo.
No teatro, sua primeira peça foi The Rocky Horror Show, mas outra peça de destaque foi Carmen.
Posou nua para a Playboy, pela primeira vez, em fevereiro de 1985 e, novamente, em novembro de 2008. Seu primeiro ensaio se tornou histórico, por mostrar a pouca depilação púbica da atriz, até mesmo para a época. Recentemente, em uma participação no programa Amor & Sexo, Cláudia brincou com o assunto, afirmando que, "para frustração de muitos, eu me depilo".

## Vida pessoal
Apesar de ser filha da montadora Nazareth Ohana, Cláudia foi criada pela tia materna, Denise Ohana.
Foi casada com o cineasta Ruy Guerra entre 1981 e 1984, com quem teve uma filha, chamada Dandara Guerra, nascida em 10 de outubro de 1983, também atriz. Cláudia é avó de Martim, nascido em 24 de maio de 2005, e Arto, nascido em 19 de agosto de 2012, filho de Dandara com o ator Álamo Facó. Cláudia também é tia da cantora Bárbara Ohana.

## Filmografia

### Televisão
| Ano     | Título                       | Papel                                                  | Notas                                                           |
| ------- | ---------------------------- | ------------------------------------------------------ | --------------------------------------------------------------- |
| 1981    | Obrigado, Doutor             |                                                        | Episódio: "Uma Bela Adormecida"                                 |
| 1981    | Amizade Colorida             | Regina                                                 | Episódio: "Gatinhas e Gatões"                                   |
| 1984    | Amor com Amor Se Paga        | Mariana Correia                                        |                                                                 |
| 1989    | Tieta                        | Tieta (jovem)                                          | Episódios: "14–15 de agosto"                                    |
| 1990    | Rainha da Sucata             | Paula Ramos (Paulinha)                                 |                                                                 |
| 1990    | Les cavaliers aux yeux verts | Juana-Maria                                            | Telefilme                                                       |
| 1991    | Vamp                         | Natasha Rebelo / Eugênia Queirós                       |                                                                 |
| 1993    | Fera Ferida                  | Camila                                                 |                                                                 |
| 1995    | A Próxima Vítima             | Isabela Ferreto de Vasconcellos Rossi                  |                                                                 |
| 1996    | Você Decide                  | Magda                                                  | Episódio: "Marcas do Passado"                                   |
| 1997    | Zazá                         | Maria Olímpia                                          |                                                                 |
| 1998    | Você Decide                  | Babi                                                   | Episódio: "A Volta Por Cima"                                    |
| 1998    | Mulher                       | Cecília                                                | Episódio: "Compulsão"                                           |
| 1999    | O Belo e as Feras            |                                                        | Episódio: "Antes Mal Acompanhado do Que Só"                     |
| 1999    | Você Decide                  |                                                        | Episódio: "Assunto de Família"                                  |
| 1999    | Mulher                       | Graça                                                  | Episódio: "Dormindo com o Inimigo"                              |
| 2000    | A Muralha                    | D. Antônia Brites                                      |                                                                 |
| 2000    | Você Decide                  | Carol                                                  | Episódio: "Mania de Casar"                                      |
| 2001    | Estrela-Guia                 | Glória Lima (Glorinha)                                 | Episódios: "22–26 de maio"                                      |
| 2001    | As Filhas da Mãe             | Aurora Gutierrez (Orora)                               |                                                                 |
| 2003    | Canavial de Paixões          | Débora Febermann Santos                                | Episódios: "13–15 de outubro"                                   |
| 2004    | Da Cor do Pecado             | Reencarnação de Zuleide                                | Episódios: "27 de agosto"                                       |
| 2004    | Sob Nova Direção             | Lucinda                                                | Episódio: "Aqueles Dias"                                        |
| 2006–07 | Malhação                     | Raquel Valença                                         | Temporadas 13–14                                                |
| 2008    | A Favorita                   | Maria Aparecida Marelo Copola (Cida)                   |                                                                 |
| 2011    | Morde & Assopra              | Alzira Sampaio                                         | Episódio: "24 de março"                                         |
| 2011    | Natália                      | Maria Isabel                                           |                                                                 |
| 2011    | Autor por Autor              | Mãe da escritora / Irmã / Narradora / Oribella / Yuxin | Episódio: "Ana Miranda"                                         |
| 2011    | Cordel Encantado             | Siá Benvinda Araújo                                    |                                                                 |
| 2012    | Malhação Conectados          | Yara Fagundes                                          | Episódios: "29 de junho–9 de julho"                             |
| 2012    | Dança dos Famosos            | Participante                                           | Temporada 9                                                     |
| 2012    | Guerra dos Sexos             | Rihanna                                                | Episódios: "27–30 de outubro"                                   |
| 2012    | Mandrake                     | Esther Levi                                            | Telefilme                                                       |
| 2012    | Mandrake                     | Esther Levi                                            | Episódio: "Robin Hood de Copacabana" Episódio: "A Investigação" |
| 2013    | Louco por Elas               | Pâmela                                                 | Episódio: "O Melhor Dia das Mães de Todos"                      |
| 2013    | Joia Rara                    | Laura Passos                                           |                                                                 |
| 2014–15 | Psi                          | Valentina                                              | Temporadas 1–2                                                  |
| 2016    | Sol Nascente                 | Loretta Fragoso                                        |                                                                 |
| 2017    | Super Chef Celebridades      | Participante                                           | Temporada 6                                                     |
| 2018    | Desnude                      | Débora                                                 | Episódio "Tirando Onda"                                         |
| 2019    | Verão 90                     | Janice Guerreiro Oliveira                              |                                                                 |
| 2019    | Popstar                      | Participante                                           | Temporada 3                                                     |
| 2021    | Super Dança dos Famosos      | Participante (16° lugar)                               | Temporada 18                                                    |
| 2023    | Vai na Fé                    | Dora Lorenzo                                           |                                                                 |
| 2025    | The Masked Singer Brasil     | Tieta (5º lugar)                                       | Temporada 5                                                     |
| 2025    | Vale Tudo                    | Ela Mesma                                              | Episódios: "6 – 8 de Maio"                                      |

### Filmes
| Ano  | Título                                                      | Papel                      | Notas                |
| ---- | ----------------------------------------------------------- | -------------------------- | -------------------- |
| 1979 | Amor e Traição                                              |                            |                      |
| 1981 | Bonitinha mas Ordinária ou Otto Lara Rezende                | Irmã de Ritinha            |                      |
| 1982 | Menino do Rio                                               | Soninha                    |                      |
| 1982 | Beijo na Boca                                               | Celeste                    |                      |
| 1982 | Aventuras de um Paraíba                                     | Branca                     |                      |
| 1983 | Erêndira                                                    | Erêndira                   |                      |
| 1986 | Les Longs Manteaux                                          | Julia Mendez               |                      |
| 1986 | Ópera do Malandro                                           | Ludmila Struedel           |                      |
| 1988 | Luzia Homem                                                 | Luzia                      |                      |
| 1988 | Love Dream                                                  | Lisa                       |                      |
| 1988 | Fábula de la bella Palomera                                 | Fulvia                     |                      |
| 1989 | Kuarup                                                      | Vanda                      |                      |
| 1989 | Desejo de Amar                                              |                            |                      |
| 1994 | Erotique                                                    |                            | segment "Final Call" |
| 2005 | Dolores                                                     | Dolores                    | Curta-metragem       |
| 2011 | Desenrola                                                   | Clara                      |                      |
| 2011 | A Novela das 8                                              | Dora Dias                  |                      |
| 2013 | O Bacanal do Diabo e Outras Fitas Proibidas de Ivan Cardoso | Simone                     |                      |
| 2013 | A História do Olho                                          | Simone                     | Curta-metragem       |
| 2014 | El Misterio de la Felicidad                                 | Casandra                   |                      |
| 2015 | Zoom                                                        | Alice                      |                      |
| 2016 | The Hand of the Creator                                     | Mulher misteriosa          |                      |
| 2016 | Mais Forte que o Mundo                                      | Rocilene da Silva Oliveira |                      |
| 2024 | Apaixonada                                                  | Naomi                      | [ 21 ]               |
| 2025 | O Melhor Amigo                                              | Estrela D'alva             |                      |

## Discografia
- 1986 - O Último Blues (Ópera do Malandro)
- 1986 - Sentimental (Ópera do Malandro)
- 1986 - O Meu Amor (Ópera do Malandro)
- 1991 - Sympathy for the Devil (Vamp)
- 1991 - Quero Que Vá Tudo Pro Inferno (Vamp)
- 1991 - Don't Let The Sun Go Down On Me (Vamp)
- 1995 - Vítima (Criança Esperança)
- 2001 - Um Girassol da Cor do Seu Cabelo (Estrela-Guia)
- 2011 - Don’t Let Me Be Misunderstood (A Novela das 8)

## Prêmios e indicações
| Ano  | Prêmio                              | Categoria                | Nomeações              | Resultado |
| ---- | ----------------------------------- | ------------------------ | ---------------------- | --------- |
| 1995 | Prêmio Master - Jornal dos Clubes   | Melhor Atriz             | A Próxima Vítima       | Venceu    |
| 1996 | Prêmio Contigo! de TV               | Melhor Vilã              | A Próxima Vítima       | Venceu    |
| 2012 | Queer Lisboa Festival Cinema        | Melhor Atriz             | A Novela das 8         | Venceu    |
| 2017 | Los Angeles Brazilian Film Festival | Melhor atriz coadjuvante | Mais Forte que o Mundo | Venceu    |
| 2023 | Melhores do Ano - Duh Secco         | Atriz Coadjuvante        | Vai na Fé              | Pendente  |